# Casa Ridolfi di Graziano
Casa Ridolfi di Graziano è un edificio storico del centro di Firenze, situato in via Maggio 54, zona Oltrarno.

## Storia e descrizione

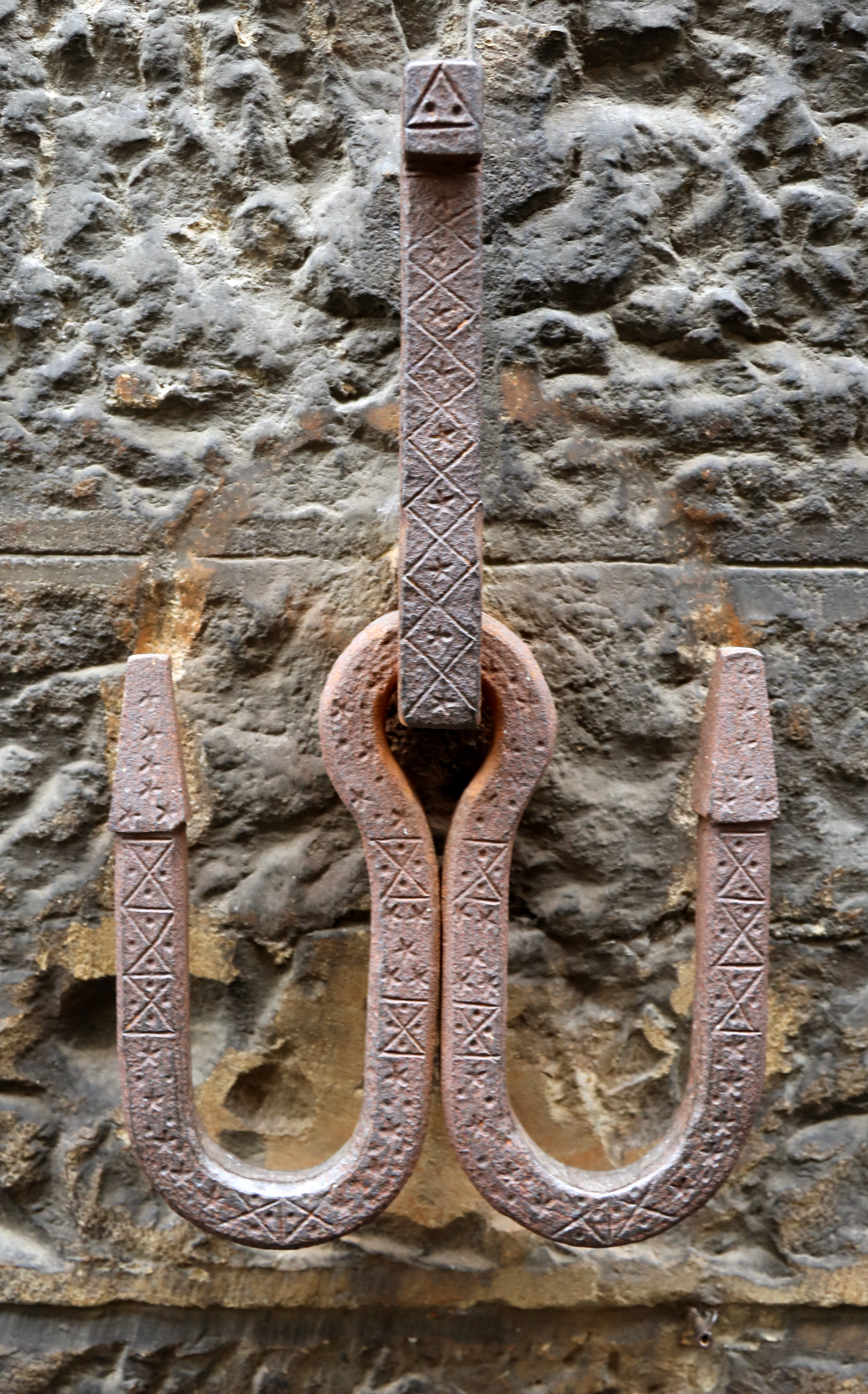
Ferro da cavallo al 54

L'edificio, assieme a quello contiguo segnato con il numero 56 con il quale per lungo tempo ha costituito un unico fabbricato, è identificabile con quello che le decime granducali del 1561 dicono abitato da Graziano di Guglielmo Ridolfi, Pagnozzo di Antonio Ridolfi e dagli eredi di Lorenzo Ridolfi. La casa è ricordata nel repertorio di Bargellini e Guarnieri come trecentesca, e di questo secolo ha indubbiamente il carattere, ferme restando le ampie integrazioni e un intervento di soprelevazione che ha determinato il mezzanino sotto tetto, sviluppato senza soluzione di continuità anche sull'edificio contiguo. Nel suo insieme il fronte si sviluppa per cinque piani per sei assi, essendo state le originarie fabbriche ciascuna di tre assi. Al livello del piano terreno sono alcuni ferri da cavallo a M rovesciata. Dall'androne, chiuso da una cancellata, si accede a una piccola corte interna.

## Edificio satellite

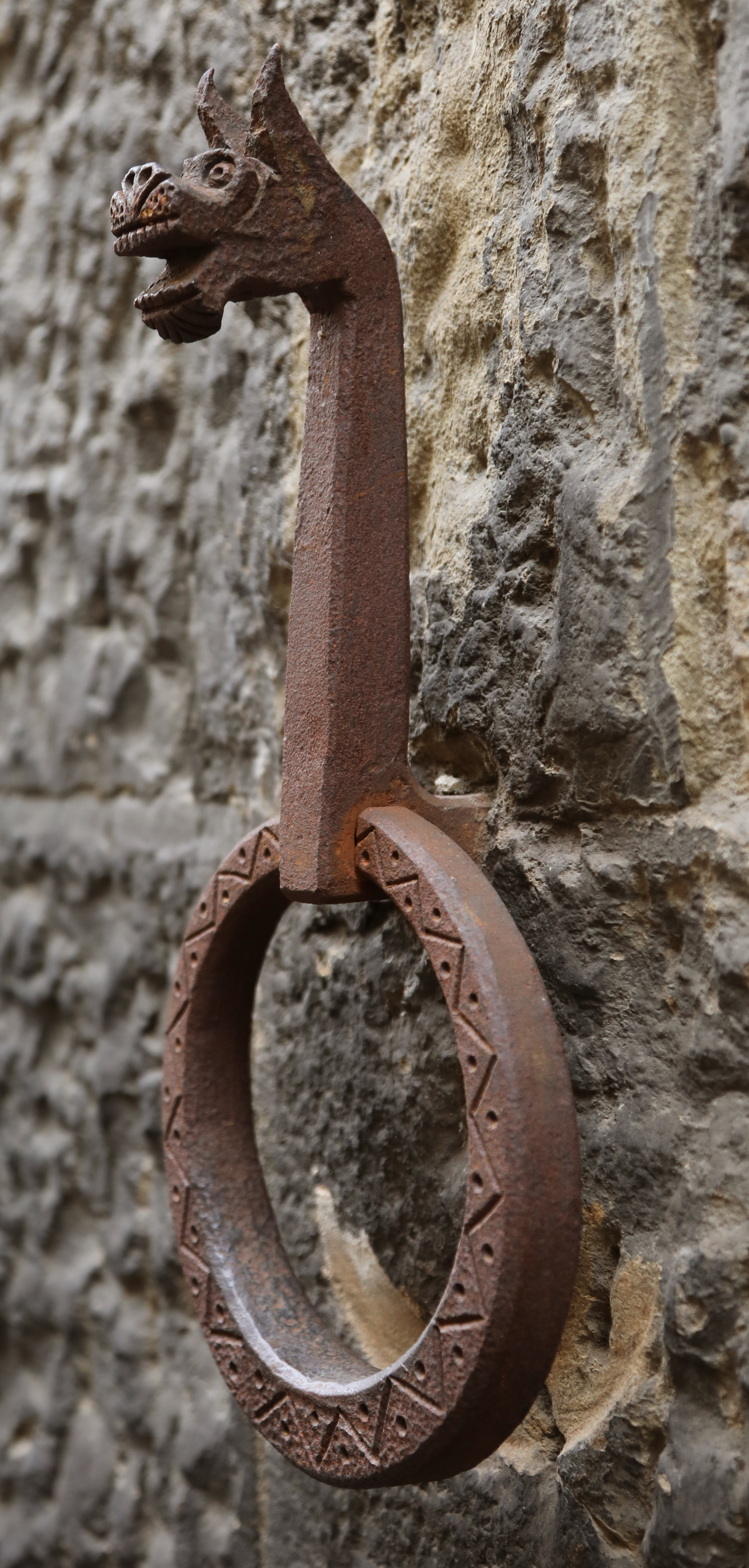
Ferro da cavallo al 56

L'edificio attiguo al n. 56 si può considerare come un proprietà satellite: si sviluppa per tre assi su altrettanti piani, con una soprelevazione che determina un quarto piano. Il fronte è in filaretto di pietra, con al terreno alcuni ferri da cavallo a M rovesciata. Originariamente doveva determinare un'unica costruzione con il numero 54. Qui alloggiarono, durante il loro soggiorno fiorentino, gli scultori americani Shobal Vail Clevenger (1840-1843) e Thomas Ball (1854-1857).